# Dale Crover
Dale Crover es un músico estadounidense de rock. Es conocido por ser baterista para The Melvins, The Men of Porn, y, por un corto periodo, Nirvana. También es guitarrista y vocalista de Altamont.

## Biografía
Crover se unió a The Melvins en la batería en 1984, después de la salida del primer baterista. A finales de 1985 Crover tocó el bajo en Fecal Matter, una banda que formó con Kurt Cobain y Greg Hokanson. Después de la salida de Hokanson, Cobain y Crover grabaron una demo de 16 canciones en diciembre de 1985 en la casa de la tía de Cobain en Seattle. Crover tocó el bajo y la batería en la sesión. Finalmente Fecal Matter se desintegró en 1986.
Crover tocó la batería en la demo de diez canciones de Nirvana el 23 de enero de 1988 en los estudios Reciprocal Recording en Seattle. Con la excepción de "Spank Thru", las siguientes canciones han sido lanzadas:
- "Floyd the Barber", "Paper Cuts" y "Downer" en Bleach
- "Downer", "Aero Zeppelin", "Beeswax", "Hairspray Queen" y "Mexican Seafood" en Incesticide
- "If You Must" y "Pen Cap Chew" en With the Lights Out

Nirvana y Crover actuaron esa misma noche en Tacoma, Washington. Tres canciones del concierto ("Downer", "Floyd the Barber" y "Raunchola/Moby Dick", la última de Led Zeppelin) aparecen en With the Lights Out. Más tarde en 1988 Crover y el cantante de The Melvins Buzz Osborne se mudaron a San Francisco, California.
Crover regresó a Nirvana durante un corto tour por la costa oeste estadounidense con Sonic Youth en 1990. Al año siguiente Crover tocó la batería en una demo de "Drain You" con Cobain en guitarra y vocales y Dave Grohl en el bajo. La canción aparece en With the Lights Out.
En 1994, Crover fundó la banda Altamont con Joey Osbourne y Dan Southwick de Acid King.

## Discografía como solista
- 1996 - Drumb

- Datos: Q451088